# Зёревальд (посёлок)
Зёревальд (нем. Söhrewald) — община в Германии, в земле Гессен. Подчиняется административному округу Кассель. Входит в состав района Кассель. Население составляет 4987 человек (на 31 декабря 2010 года). Занимает площадь 58,9 км².